# Sankt Gallen Bears 2018
Questa voce raccoglie le informazioni riguardanti i Sankt Gallen Bears nelle competizioni ufficiali della stagione 2018.

## Lega B 2018

### Stagione regolare
| Chavannes-près-Renens 18 marzo 2018, ore 14:00 1ª giornata | Lausanne LUCAF Owls | 8 – 6 | Sankt Gallen Bears | Centro sportivo |

| Buchs 24 marzo 2018, ore 18:00 CEST 2ª giornata | Argovia Pirates | 26 – 13 | Sankt Gallen Bears | Sportanlage Suhrenmatte |

| Witikon 8 aprile 2018, ore 14:00 CEST 4ª giornata | Zürich Renegades | 41 – 14 | Sankt Gallen Bears | Sportplatz Looren |

| San Gallo 15 aprile 2018, ore 14:00 CEST 5ª giornata | Sankt Gallen Bears | 20 – 6 | Bienna Jets | Oberstufenzentrum Zil |

| San Gallo 5 maggio 2018, ore 18:00 CEST 8ª giornata | Sankt Gallen Bears | 32 – 26 | Lausanne LUCAF Owls | Oberstufenzentrum Zil |

| San Gallo 13 maggio 2018, ore 14:00 CEST 9ª giornata | Sankt Gallen Bears | 9 – 35 | Zürich Renegades | Oberstufenzentrum Zil |

| San Gallo 19 maggio 2018, ore 14:00 CEST 10ª giornata | Sankt Gallen Bears | 34 – 76 | Argovia Pirates | Oberstufenzentrum Zil |

| Bienne 26 maggio 2018, ore 18:00 CEST 11ª giornata | Bienna Jets | 27 – 21 | Sankt Gallen Bears | Stadion Gurzelen |

| Thun 3 giugno 2018, ore 14:00 CEST 12ª giornata | Thun Tigers | 35 – 0 | Sankt Gallen Bears | Stadion Lachen |

| San Gallo 9 giugno 2018, ore 14:00 CEST 13ª giornata | Sankt Gallen Bears | 14 – 26 | Thun Tigers | Oberstufenzentrum Zil |

## Statistiche di squadra
| Competizione      | %Vittorie | In casa | In casa | In casa | In casa | In casa | In casa | In trasferta | In trasferta | In trasferta | In trasferta | In trasferta | In trasferta | Totale | Totale | Totale | Totale | Totale | Totale |
| Competizione      | %Vittorie | G       | V       | N       | P       | Pf      | Ps      | G            | V            | N            | P            | Pf           | Ps           | G      | V      | N      | P      | Pf     | Ps     |
| ----------------- | --------- | ------- | ------- | ------- | ------- | ------- | ------- | ------------ | ------------ | ------------ | ------------ | ------------ | ------------ | ------ | ------ | ------ | ------ | ------ | ------ |
| Stagione regolare | .200      | 5       | 2       | 0       | 3       | 109     | 169     | 5            | 0            | 0            | 5            | 54           | 137          | 10     | 2      | 0      | 8      | 163    | 306    |
| Totale            | .200      | 5       | 2       | 0       | 3       | 109     | 169     | 5            | 0            | 0            | 5            | 54           | 137          | 10     | 2      | 0      | 8      | 163    | 306    |